# Arundhati Ghose
Pour les articles homonymes, voir Ghose.
Arundhati Ghose, née le 25 novembre 1939, morte le 25 juillet 2016, est une diplomate indienne, ambassadrice aux Nations unies, en Corée du Sud, en Égypte. 
Elle a été représentante permanente de l'Inde auprès des bureaux des Nations unies à Genève et chef de la délégation indienne qui a participé aux négociations du traité d'interdiction complète des essais nucléaires (TICE) à la Conférence sur le désarmement à Genève en 1996. Elle a également été ambassadrice auprès de la République de Corée et de la République arabe d'Égypte.

## Biographie

### Jeunesse
Arundhati Ghose a grandi à Bombay et a étudié à la cathédrale et à l'école John Connon. Elle est diplômée du Lady Brabourne College de Calcutta et a poursuivi ses études à l'université Visva-Bharati, à Santiniketan, avant de rejoindre le Service extérieur indien en 1963.
Arundhati Ghose venait d'une importante famille bengalie. Elle est la sœur de Ruma Pal, une ancienne juge de la Cour suprême, et de Bhaskar Ghose, ancien président du Prasar Bharati. Elle est la tante de la journaliste Sagarika Ghose et de Sanjay Ghose, un travailleur social qui a été enlevé et tué par l' ULFA en Assam en 1997.

### Carrière
Arundhati Ghose commence sa carrière aux Affaires étrangères de l'Inde en 1963. Au cours de sa carrière diplomatique, Arundhati Ghose sert en Autriche, aux Pays-Bas, au Bangladesh et à la Mission permanente de l'Inde à New York. Elle était également la principale liaison avec le gouvernement du Bangladesh en exil à Calcutta pendant la guerre de 1971.
En 1996, Arundhati Ghose a été nommé à la tête de la délégation indienne à la conférence sur le Traité d'interdiction complète des essais nucléaires (TICE) à Genève. L’Inde a été un participant clé à cette conférence, étant l’un des trois seuls pays à posséder la technologie nucléaire mais qui n’ont pas encore été reconnus comme une puissance nucléaire et n’ont pas été visés par le Traité sur la non-prolifération des armes nucléaires (TNP). Conformément à sa politique de longue date et souvent énoncée, l’Inde a refusé d’approuver tout régime permettant à certains pays de conserver des armes nucléaires tout en limitant la capacité d’autres pays de développer leurs propres capacités similaires. Elle a résisté aux pressions des pays occidentaux sur l'Inde pour qu'elle signe le TICE, atteignant ainsi le statut de célébrité en Inde.
Elle a pris sa retraite en novembre 1997.

### Après la retraite
Après sa retraite, Arundhati Ghose continue ses engagements dans un bon nombre d'activités. Elle est membre de la Commission de la fonction publique de l'Union (UPSC) de 1998 à 2004. Elle est aussi membre du Conseil consultatif du secrétaire général des Nations unies sur les questions de désarmement de 1998 à 2001.
Elle représente l'Inde au Comité des droits économiques, sociaux et culturels de 2004 à 2005. Elle est membre du conseil exécutif de l'Institut d'études et d'analyses de défense de 2004 à 2007. Elle est également membre de la commission spéciale sur la non-prolifération nucléaire et le désarmement créée par le ministère des Affaires extérieures en 2007.
Arundhati Ghose meurt d'un cancer le 25 juillet 2016.

## Prix et distinctions
- Honneur des Amis de la guerre de libération par le gouvernement du Bangladesh le 27 mars 2012[8].